# Vår tid är nu (säsong 3)
Den tredje säsongen av Vår tid är nu, en svensk TV-serie skapad av Johan Rosenlind, Ulf Kvensler och Malin Nevander, hade premiär 28 oktober 2019 på SVT. 

## Rollista

### Huvudroller
- Hedda Stiernstedt – Nina Löwander
- Charlie Gustafsson – Calle Svensson
- Mattias Nordkvist – Gustaf Löwander
- Adam Lundgren – Peter Löwander
- Josefin Neldén – Margareta "Maggan" Nilsson
- Julia Heveus – Christina Rehnskiöld
- Oskar Laring – Uno Nilsson

### Återkommande roller
- Karin Franz Körlof – Lilly Lindström
- Anna Bjelkerud – Ethel Jonsson
- Rasmus Troedsson – "Bellan" Roos
- Ida Engvoll – Ester Swärd
- Simone Coppo – Angelo
- Tova Magnusson – Britt Gahn
- Andreas Rothlin Svensson – Svante Gahn
- Morten Vang Simonsen – John
- Evin Ahmad – Carmen
- Johan Marenius Nordahl – Nisse
- Antonio Tengroth – Mark

## Avsnitt
| Nr i serien | Nr i säsongen | Titel               | Regissör                         | Manus                              | Sändningsdatum   | Tittarsiffror (miljoner) |
| ----------- | ------------- | ------------------- | -------------------------------- | ---------------------------------- | ---------------- | ------------------------ |
| 21          | 1             | "Nattklubben"       | Harald Hamrell                   | Ulf Kvensler                       | 28 oktober 2019  |                          |
| 22          | 2             | "VIP"               | Harald Hamrell                   | Ulf Kvensler & Pernilla Oljelund   | 4 november 2019  | –                        |
| 23          | 3             | "Creme de la creme" | Harald Hamrell                   | Ulf Kvensler & Pernilla Oljelund   | 11 november 2019 | –                        |
| 24          | 4             | "Avgång"            | Harald Hamrell                   | Ulf Kvensler & Pernilla Oljelund   | 18 november 2019 | –                        |
| 25          | 5             | "Hemkomsten"        | Harald Hamrell & Andrea Östlund  | Ulf Kvensler & Pernilla Oljelund   | 25 november 2019 | –                        |
| 26          | 6             | "Almarna"           | Harald Hamrell & Andrea Östlund  | Ulf Kvensler & Pernilla Oljelund   | 2 december 2019  | –                        |
| 27          | 7             | "Nedräkningen"      | Harald Hamrell & Anna Zackrisson | Malin Nevander & Pernilla Oljelund | 9 december 2019  | –                        |
| 28          | 8             | "Framtiden"         | Harald Hamrell & Anna Zackrisson | Malin Nevander & Pernilla Oljelund | 16 december 2019 | –                        |